# فلاكسبي
فلاكسبي (بالإنجليزية: Flaxby)‏ هي قرية وأبرشية مدنية في مقاطعة هاروغيت في شمال يوركشاير، إنجلترا. تقع بالقرب من الطريق السريع وعلى بعد 2 ميل من شرق بلدة كناريسبره.

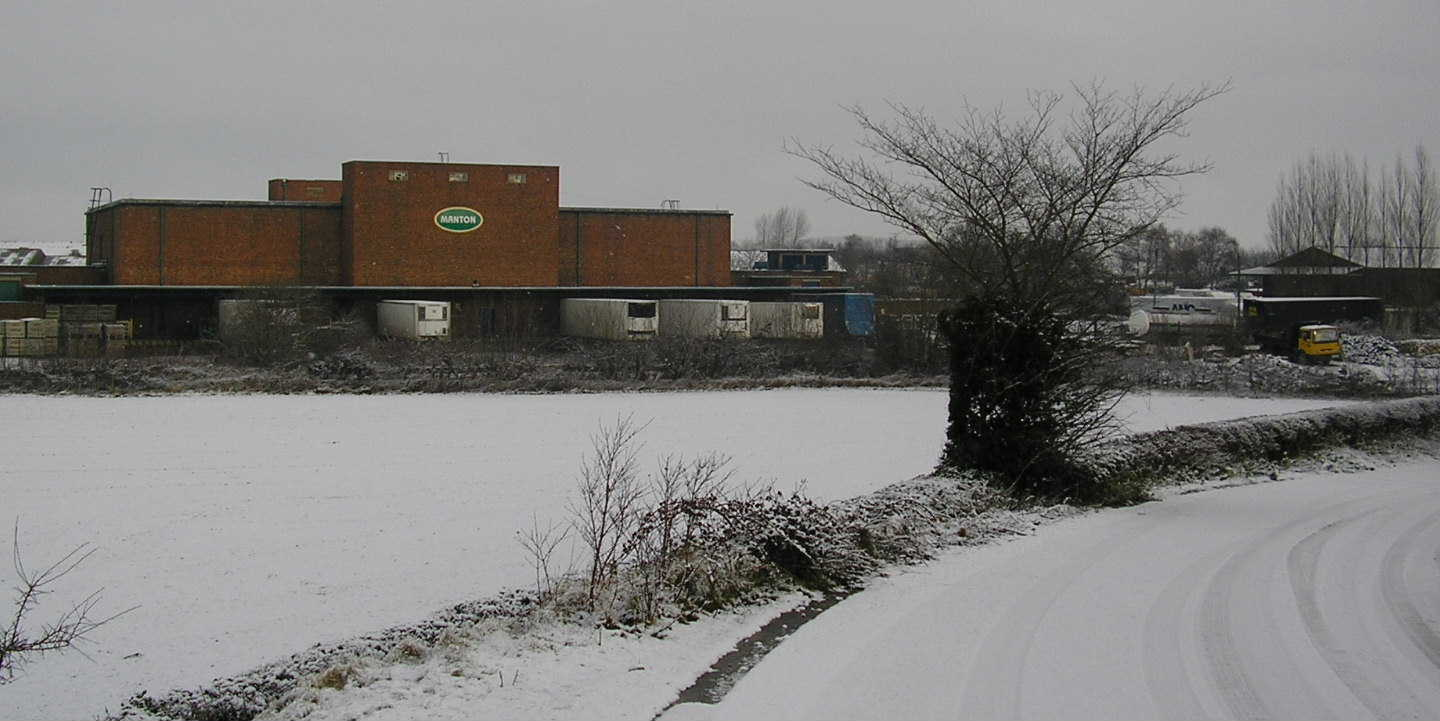
مخزن جولدسبورو البارد، واحد من أربعين مخزن تم بناؤه خلال الحرب العالمية الثانية على طرق وخطوط سكك حديدية، ولا يزال مستخدمًا كمستودع تخزين.

## نُبذة
كانت فلاكسبي ذات يوم جزءا من مقاطعة كلارو وابينتيك وهي أيضًا جزء من الرعية الكنسية في غولدسبور وسانت ماري.
في عام 1994، اكتشف علماء الآثار مزرعة تعود للعصر الحديدي المبكر في القرنين السابع والسادس قبل الميلاد.

### التنمية
تم تقديم مقترحات لتطوير الأرض إلى الشرق من فلاكسبي شمال طريق A59 وغرب الطريق السريع (A1 M) وإلى مدينة جديدة تسمى فلاكسبي بارك.
أعلن المطورون عزمهم بناء 2500 - 3000 منزل على مساحة تصل إلى 440 هكتارًا. من الأراضي التي تشهد التطوير أيضًا مدرسة ابتدائية ومركزًا طبيًا ومرافق ترفيهية والعديد من المتاجر والحانات.
يشمل التطوير أيضًا موقفًا للحافلات ونظامًا للركوب مع إمكانية إنشاء محطة سكة حديد جديدة على خط يورك إلى هاروغيت. تم بالفعل اقتراح محطة سكة حديد في فلاكسبي موور (جنوب الطريق السريع A59) ولكن في عام 2014 توقعت دراسة جدوى لمحطات جديدة انخفاض الطلب على أعداد الركاب من محطة جديدة على الخط.